# Копечел (комуна)
Копечел (рум. Copăcel) — комуна у повіті Біхор в Румунії. До складу комуни входять такі села (дані про населення за 2002 рік):
- Букуроая (456 осіб)
- Копечел (475 осіб) — адміністративний центр комуни
- Кіжик (317 осіб)
- Пояна-Тешад (207 осіб)
- Серанд (515 осіб)
- Сурдук (507 осіб)

Комуна розташована на відстані 415 км на північний захід від Бухареста, 21 км на південний схід від Ораді, 111 км на захід від Клуж-Напоки.

## Населення
За даними перепису населення 2002 року у комуні проживали 2477 осіб.
Національний склад населення комуни:
| Національність | Кількість осіб | Відсоток |
| -------------- | -------------- | -------- |
| румуни         | 2216           | 89,5%    |
| цигани         | 254            | 10,3%    |
| угорці         | 7              | 0,3%     |

Рідною мовою назвали:
| Мова      | Кількість осіб | Відсоток |
| --------- | -------------- | -------- |
| румунська | 2320           | 93,7%    |
| циганська | 149            | 6,0%     |
| угорська  | 8              | 0,3%     |

Склад населення комуни за віросповіданням:
| Релігія       | Кількість осіб | Відсоток |
| ------------- | -------------- | -------- |
| православні   | 2128           | 85,9%    |
| п'ятдесятники | 327            | 13,2%    |
| баптисти      | 6              | 0,2%     |
| реформати     | 5              | 0,2%     |
| адвентисти    | 2              | 0,1%     |
| римо-католики | 1              | < 0,1%   |